# 모우니 로이
모우니 로이(힌디어: मौनी राय, 영어: Mouni Roy, 1985년 9월 28일 ~ )는 인도의 배우이다.

## 참여 작품

### 영화
- 케이.지.에프: 전설의 시작

### 텔레비전
- 나긴 1
- 나긴 2
- 나긴 3